# 오럴 로버츠
오럴 로버츠(Oral Roberts, 1918년 1월 24일 ~ 2009년 12월 15일) 미국의 신 오순절 교회 텔레비전 전도자이며 카리스마 운동 즉, 신의 직접적인 계시를 믿는 개신교 신학의 지도자이다.

## 초기
오클라호마의 폰토톡(Pontotoc County)에서 엘리스 멜빈(Ells Melvin) 목사와 클라우디아 프리스킬라 어윈(Claudia Priscilla Irwin)사이에서 5섯번째이자 막내로 출생. 출생 시의 이름은 그랜빌 오럴 로버츠(Granville Oral Roberts). 고등학교 졸업후 오클라호마 침례대학(Oklahoma Baptist University)과 필립스대학(Philips University)에서 2년간 공부. 1938년 목사의 딸인 에벌린 루트만 파네스탁(Evelyn Lutman Fahnestock)과 결혼.

## 사역과 대학
교구에서 벗어나 야외에서 집회를 시작한 서구 개신교 교회사의 변화에 따라 텐트에서 목회를 시작하여 라디오 방송목회로 영역을 확장시켰다. 3,000명을 수용할 수 있는 이동식 대형텐트와 그곳에서 사람들을 향해 소리치는 모습으로 유명해졌다. 대학을 중퇴하고 순회하면서 치유전문사역을 하는 사람이 되었다. 영어로 텔레에반젤리스트라고 불리는 텔레비전 방송목회를 개척하여 수많은 사람을 매료시켰다. 저서로는 《씨앗의 믿음의 기적》(Miracle of Seed-Faith) 이외에 세 권의 자서전을 집필. 1947년 목회(오순절 성 교회, Pentecostal Holliness Church)에서 은퇴, 오럴 로버츠 복음전도협회를 설립.
1963년 오클라호마, 털사(Tulsa)에 (신으로부터 명령을 받았다는 주장과 함께) 오랄 로버츠대학을 설립하였다. 1963년에 등록된 동 대학에 첫 신입생이 입학한 것은 1965년이다. 입학생들은 보수적인 기독교 이념에 따라 세워진 학교의 이념에 따라 금주, 금연, 혼전순결을 지키겠다는 서약서를 제출해야 했다.
1977년 예수로부터 의술 도시인 <믿음의 치료와 연구의 도시(City of Faith Medical and Research Center)>를 건설하라는 계시를 받았다고 주장했다. 1981년 개관한 동 센터는 당시 세계 최고규모로서, 믿음을 통한 병고침(신유)를 믿는 기독교 교의에 따라 기도와 의학적 치료를 병행하려 하였으며,1989년 폐관되었다.

## 개인사
그의 딸 레베카 네쉬(Rebecca Nash)가 1977년 2월 11일 비행기사고로 동승했던 남편과 함께 사망. 막내 로널드가 1982년 6월 자살 (5개월 전 법원으로부터 약물치료센터에서 상담을 받으라는 명령을 받은 상태였다). 다른 아들인 리처드는 오럴 로버츠 대학의 총장을 거쳐 복음전도사로 활동 중이며, 딸인 포츠는 개업 변호사이다.
66년을 함께 산 아내 이블린(Evelyn)이 2005년 5월 4일 남부 캘리포니아의 한 병원에서 숨을 거뒀으며(88세), 로버츠 자신은 91세를 일기로 2009년 12월 15일 소천.